# Hera Björk

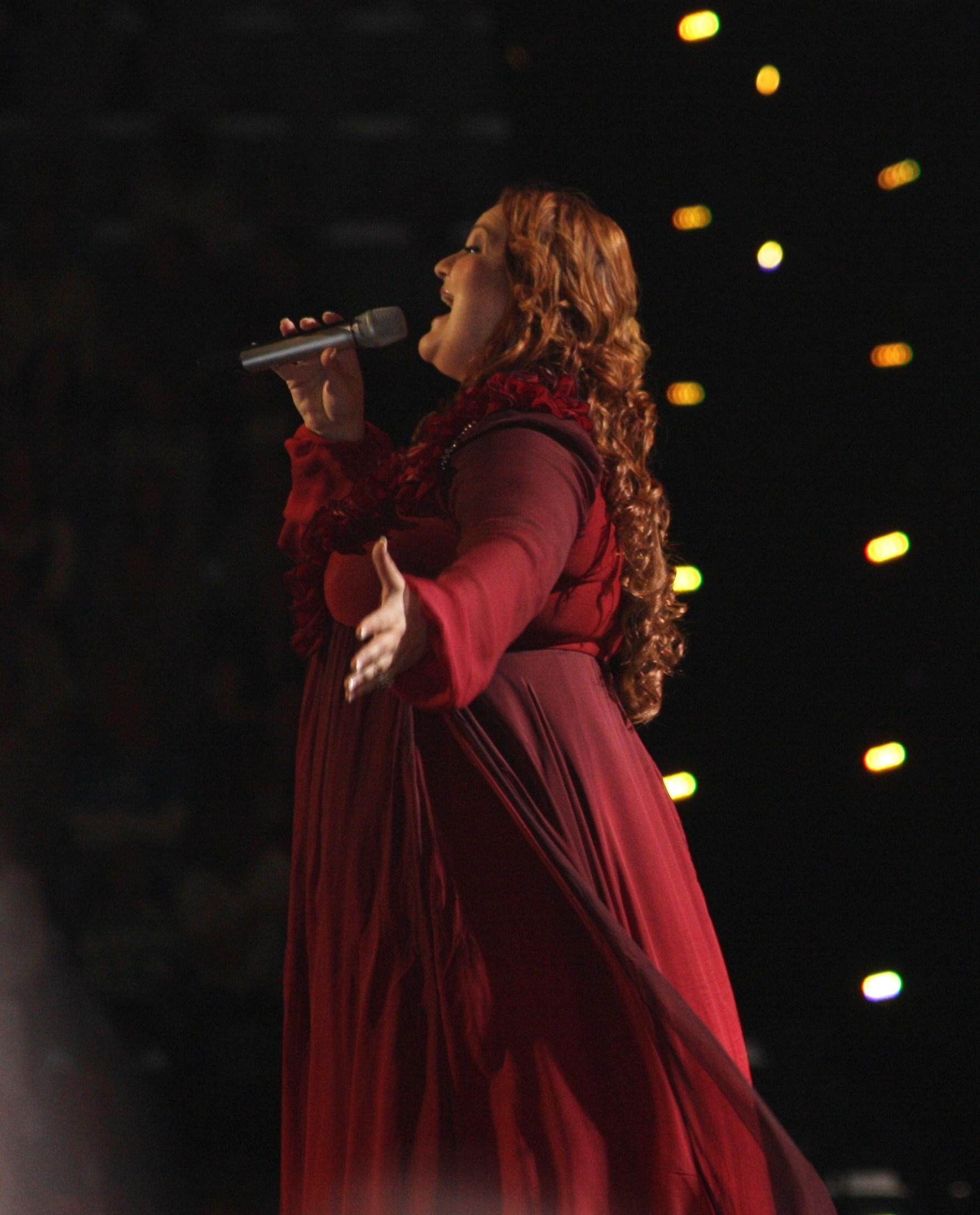
Hera Björk podczas półfinału 55. Konkursu Piosenki Eurowizji (2010)

Hera Björk Þórhallsdóttir (ur. 29 marca 1972 w Reykjavíku) – islandzka piosenkarka i autorka tekstów. Dwukrotna reprezentantka Islandii w Konkursie Piosenki Eurowizji: w 2010 i 2024 roku. Laureatka Międzynarodowego Festiwalu Piosenki Viña del Mar w 2013 roku.

## Kariera muzyczna
Hera Björk rozpoczęła swoją karierę w 2000 roku, kiedy wzięła udział w nagraniach świątecznego albumu studyjnego zatytułowanego Ilmur af jólum. W 2006 roku premierę miał drugi długogrający album wokalistki zatytułowany Hera Björk. W 2008 roku piosenkarka była chórzystką podczas występu islandzkiej grupy Eurobandið podczas 53. Konkursu Piosenki Eurowizji. Rok później była wokalem wspierającym Yohannę podczas jej udziału w 54. Konkursie Piosenki Eurowizji.
W 2009 roku Björk wzięła udział w duńskich eliminacjach eurowizyjnych Dansk Melodi Grand Prix z utworem „Someday”, z którym zajęła ostatecznie drugie miejsce. W tym samym roku z tą samą piosenką wygrała plebiscyt OGAE Second Chance Contest organizowany przez Stowarzyszenie Miłośników Konkursu Piosenki Eurowizji. W 2010 roku zgłosiła się do udziału w islandzkich eliminacjach eurowizyjnych z utworem „Je ne sais quoi”. Pod koniec stycznia wystąpiła w trzecim półfinale selekcji i zakwalifikowała się do finału, który ostatecznie wygrała na początku lutego dzięki zdobyciu największego poparcia telewidzów, dzięki czemu została reprezentantką Islandii podczas 55. Konkursu Piosenki Eurowizji organizowanego w Oslo. 18 maja ukazała się jej trzecia płyta studyjna zatytułowana Je ne sais quoi. Tydzień później wystąpiła jako ostatnia, siedemnasta w kolejności podczas pierwszego półfinału Konkursu Piosenki Eurowizji i z trzeciego miejsca awansowała do finału, w którym zajęła ostatecznie 19. miejsce z 41 punktami na koncie.
W 2013 roku wokalistka wzięła udział w Międzynarodowym Festiwalu Piosenki Viña del Mar, którego została laureatką po wykonaniu utworu „Because You Can”. W 2015 roku była chórzystką podczas występu Maríi Ólafs w trakcie 60. Konkursu Piosenki Eurowizji.
W maju 2020 roku wystąpiła w projekcie Eurovision Home Concerts, w którym wykonała „Je ne sais quoi” i cover kompozycji „Eres Tu” hiszpańskiej grupy Mocedades.
Na początku 2024 roku z utworem „Scared of Heights” (isl. „Við förum hærra”) została ogłoszona uczestniczką Söngvakeppnin, islandzkich preselekcji do 68. Konkursu Piosenki Eurowizji w Malmö. Zakwalifikowała się do finału programu, w którym ostatecznie zajęła 1. miejsce. 11 marca oficjalnie potwierdzono, że będzie reprezentowała Islandię w 68. Konkursie Piosenki Eurowizji. 7   maja wystąpiła w pierwszym półfinale, jednak nie zakwalifikowała się do finału.

## Dyskografia
Albumy
- Ilmur af jólum (2000)
- Hera Björk (2006)
- Je ne sais quoi (2010)
- Ilmur af jólum II (2013)
- Ilmur af jólum: Jólatónleikar í Grafarvogskirkju (2015)

Single
- „Álfadans” (2006)
- „My Heart” (2009)
- „Je ne sais quoi” (2010)
- „Knock On Wood” (2010)
- „Because You Can” (2010)
- „Mína eigin leið” (2011)
- „Feel The Love Tonight” (feat. Haffi Haff) (2011)
- „Because You Can” (re-issue 2013)
- „Christmas Song” (feat. Chiara) (2015)
- „Queen of Effing Everything” (2016)
- „Frelsisvor” (feat. Gissur Páll Gissurarson) (2018)
- „Scared of Heights” (2024)